# Eszter Bálint

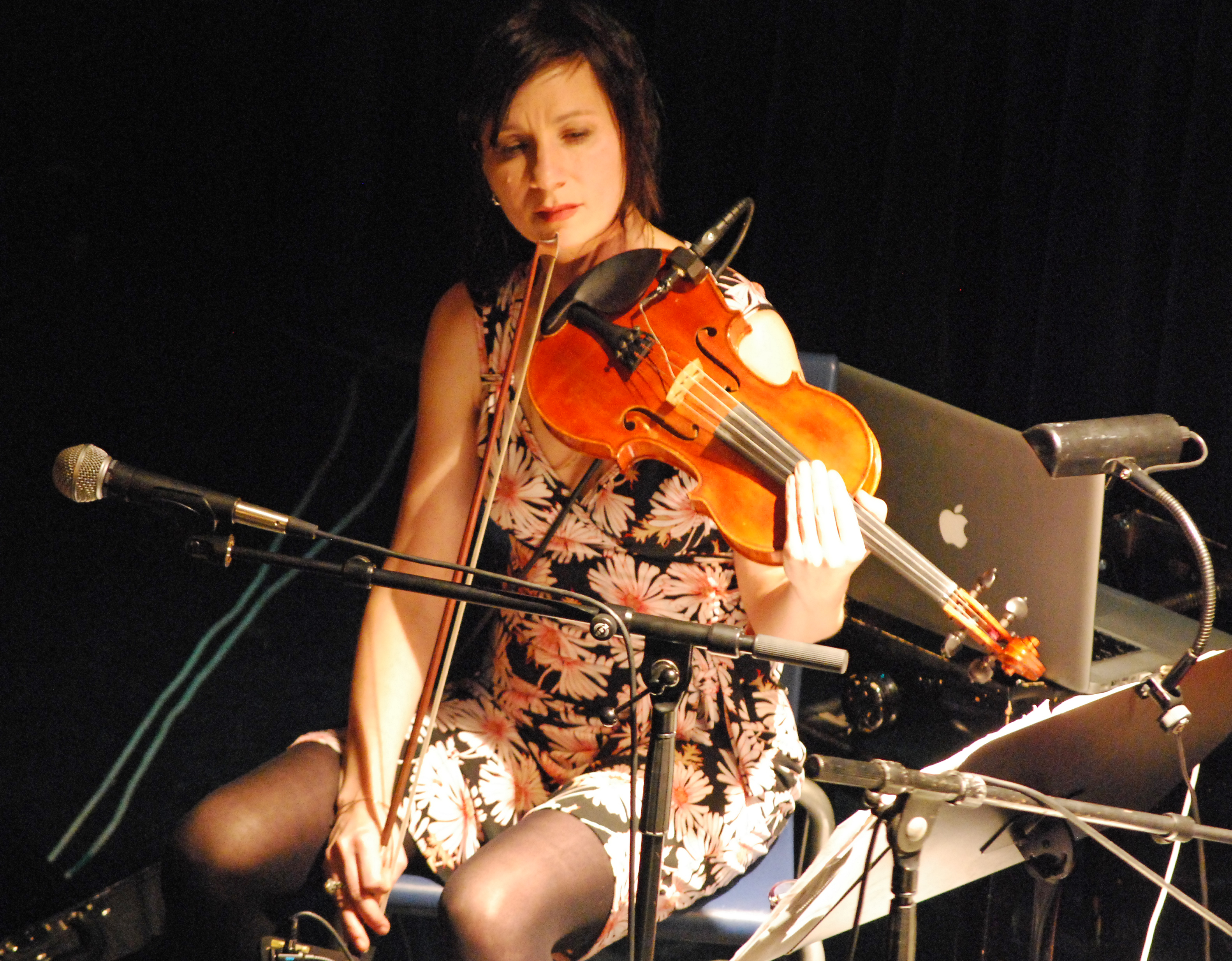
Eszter Bálint, 2009

Eszter Bálint (anhörenⓘ; * 7. Juli 1966 in Budapest) ist eine ungarische Sängerin, Violinistin und Schauspielerin.
Sie startete ihre Karriere als Mitglied in der Avantgarde-Theaterszene, bevor sie ihre erste Schauspielrolle in Jim Jarmuschs Film Stranger than Paradise bekam.
In den 1990er Jahren fokussierte sie ihr Interesse mehr auf die Musik und veröffentlichte 1999 ihr erstes Album, Flicker. 2004 folgte Mud. Sie trat auch auf Alben von Michael Gira (Angels of Light), John Lurie (The Legendary Marvin Pontiac: Greatest Hits) und Marc Ribot (Muy Divertido! und Your Turn) auf. In dem US-Dokumentarfilm Wanderlust von 2006 wird Archivmaterial von ihr zur Darstellung einer Eva benutzt.

## Filmografie (Auswahl)
- 1984: Stranger than Paradise
- 1985: Miami Vice (eine Episode)
- 1989: Histoires d’Amérique
- 1990: Nach uns die Sintflut (Bail Jumper)
- 1991: Houdini & Company – Der Geist des Magiers (The Linguini Incident)
- 1991: Schatten und Nebel (Shadows and Fog)
- 1996: Trees Lounge – Die Bar, in der sich alles dreht (Trees Lounge)
- 2019: The Dead Don’t Die

## Diskografie
- 1998: Flicker (Scratching Records)
- 2004: Mud (Bar/None Records)
- 2015: Airless Midnight (Red Herring Records)
- 2022: I hate memory (Red Herring Records)